# Луксозна стока
Луксозна стока е термин от икономиката, с който се означава стока, за която търсенето се увеличава успоредно с повишаването на доходите, за разлика от стоките от първа необходимост, за които търсенето няма връзка с дохода.
Луксозните стоки се отличават с висока еластичност на търсенето. Например когато хората стават по-богати, те купуват повече луксозни стоки. Това означава също, че ако има спад на дохода, то и търсенето ще спадне. От друга страна, приходите от еластичността на доходите, не зависят от доходите. Следователно една луксозна стока може да се превърне в обикновена спрямо различните нива на доходите. Например ако един богат човек спре да си купува луксозни коли за колекцията си, а започне да колекционира самолети, тогава на това ниво на дохода луксозната кола се превръща в обикновена стока.

## Социално-икономическо значение
Някои от произвежданите продукти постигат статус на „луксозни стоки“ поради техния дизайн, качество, трайност или изпълнение, забележително по-добри от сравними заместители. Така почти всяка категория стоки, предлагани днес на пазара включва набор от сходни продукти, чийто „лукс“ се характеризира с по-добро качество на материалите, масивна конструкция, стилен външен вид, повишена издръжливост, по-добра производителност и т.н. Като такива, тези луксозни стоки, запазват или подобряват основните си функции.
Има и стоки, които се възприемат като луксозни от обществото, защото са символи на социален статус, както и на покупателната способност на тези, които ги придобиват. Тези покупки, които не винаги са по-добри (в качеството, изпълнението или външния вид) в сравнение с по-евтините им заместители, са закупени с основна цел да демонстрират богатството на техните собственици. Това са представители на социално-икономическия феномен „показно потребление“ и обикновено включват луксозни автомобили, скъпи часовници и бижута, дизайнерски облекла, яхти, големи частни квартири, градски имения и вили.

## Пазарни характеристики
Луксозните стоки се класифицират като стоки на Веблен с положителна ценова еластичност на търсенето.
Въпреки че изкусното изпълнение не зависи от качеството, за луксозните стоки се счита, че са от най-високата част на пазара по отношение на качество и цена. Класическите луксозни стоки включват дрехи и аксесоари от висшата мода. Луксозният сегмент присъства и в много други пазари: автомобили, вино, бутилирана вода, чай, часовници, бижута, шоколад и др.
Като луксозни могат да се класифицират и някои услуги. Наемането на домашна прислуга отразява различия по отношение на доходите. Някои финансови услуги, особено в брокерски къщи, може да се считат за луксозни по подразбиране, защото лица с ниски доходи обикновено не ги използват.

## Луксозни марки
Луксозни или престижни са марките, на които повечето от продуктите са луксозни. Включват се и някои марки, чиито имена създават асоциация за лукс, като висока цена или високо качество.
Друга пазарна характеристика на луксозните стоки е тяхната висока чувствителност към икономическите възходи и спадове, високи маржове на печалба, цени, както и много строго контролирани марки.
LVMH (Louis Vuitton Moet Hennessy) е най-големият производител на луксозни стоки в света с повече от петдесет марки, включително и Louis Vuitton. Групата LVMH е реализирала печалба от 2 млрд. евро от продажбите на 12 блн. евро през 2003 година. Други лидери на пазара са PPR (след като го закупили Gucci Group) и Richemont.
Съществуват марки, чиито продукти могат да бъдат както широкодостъпни, така и луксозни. Пример за различни продуктови линии в една и съща марка е автомобилната индустрия. На пазара има модели за по-млади потребители на по-ниска цена, както и по-скъпи модели за по-възрастни и по-заможни хора. Пример за това са моделите на Mercedes-Benz. В САЩ модел C300 седан се продава за $32 000, а модел SLR McLaren купе за $497 000.

## Размер на пазара
Пазарът на луксозни стоки е във възход от много години. Въпреки загубите, причинени от азиатската финансова криза през 1997 година, производството се представя много добре, особено през 2000 година, когато делът на световния пазар на луксозни стоки – включващ напитки, мода, козметика, часовници, бижута, куфари, дамски чанти – е възлизал на близо $170 милиарда със 7,9% прираст. Най-големият и единствен бранш, където е отбелязан спад са напитките, включващи скъпото уиски, шампанско и коняк. Часовниците и бижутата са с най-добри резултати с 23,3% прираст. А при облеклата и аксесоарите с 11,6%. Най-големият регионален пазар на луксозни стоки е Северна Америка с 23,3%, за сравнение с дела от 2,9% за западноевропейския пазар. Единадесетте най-добри пазара включват САЩ, Хонг Конг, Япония, Китай, Германия, Италия, Франция, Великобритания, Бразилия, Испания и Швеция.

## Пазарни тенденции
Трите преобладаващи тенденции в глобалния пазар на луксозни стоки са глобализацията, консолидацията и продуктовата диверсификация. Глобализацията е резултат от увеличаване на предлагането на тези стоки, допълнителните луксозни стоки, както и бума в туризма. Консолидацията включва растеж на големите компании и придобиването на собствеността над много марки в сегмента на луксозните продукти. Примери са LVMH, Richemont и PPR, доминиращи на пазара в области, вариращи от напитки до мода и козметика. Водещи световни компании като Procter& Gamble също са привлечени към тази индустрия поради трудността да се постига печалба в пазара на масови потребителски стоки.